# Orbigny-au-Val
Orbigny-au-Val é uma comuna francesa na região administrativa de Grande Leste, no departamento de Haute-Marne. Estende-se por uma área de 7,55 km². Em 2010 a comuna tinha 103 habitantes (densidade: 13,6 hab./km²).